# Władysław Kozakiewicz
Władysław Kozakiewicz (n. 8 de diciembre de 1953) es un saltador de pértiga polaco retirado. Kozakiewicz nació en Šalčininkai cerca de Vilna, la capital de Lituania.
Kozakiewicz pulverizó por tres veces el récord mundial de salto de pértiga. Fue campeón de Europa en modalidad Indoor en 1977 y 1979, Campeón de Polonia 10 veces y ganador de la medalla de oro en los Juegos Olímpicos de 1980 en Moscú.
En 1984 huyó a la República Federal Alemana, donde ganó por dos veces el campeonato nacional, en 1986 y 1987.

## El ademán de Kozakiewicz
En Polonia, el corte de manga fue conocido como el "ademán de Kozakiewicz" (gest Kozakiewicza). Kozakiewicz hizo este "corte de mangas" el 30 de julio de 1980 a los espectadores rusos en el estadio Lenin en el transcurso de los Juegos Olímpicos de 1980 en Moscú.. La multitud apoyaba al saltador local Konstantin Volkov abucheando, silbando, insultando, y mofándose del saltador polaco durante sus saltos. Tras haberse asegurado la medalla de oro y establecer un nuevo récord mundial al saltar 5,78 metros, Kozakiewicz hizo el gesto, desafiando a la multitud. 
Las fotos de este momento dieron la vuelta al mundo, con la  excepción de la Unión Soviética y sus satélites. Mientras que los observadores internacionales opinaban de manera variada ante el incidente, el acto de Kozakiewicz recibió mucho apoyo por parte de la sociedad polaca, molesta por el control soviético. Después que los Juegos acabaran, el embajador soviético en Polonia solicitó que Kozakiewicz fuera despojado de la medalla por su "insulto al pueblo soviético". La respuesta oficial del Gobierno polaco fue que "el gesto había sido un espasmo muscular involuntario causado por el esfuerzo”.